# Vitaly Shishov
Vitaly Vasilyevich Shishov (en ruso: Виталий Васильевич Шишов), o Vital Vasilyevich Shyshou (en bielorruso: Віталь Васільевіч Шышо) (Réchytsa, 1995-Kiev, 2/3 de agosto de 2021) era un activista bielorruso. Fue el jefe de la Casa Bielorrusa en Ucrania, una organización que ayuda a las personas a escapar de la represión en Bielorrusia tras las protestas en Bielorrusia de 2020-2021. A la edad de 26 años, Shishov desapareció de su casa en Kiev y fue encontrado muerto, colgado de un árbol en un parque cerca de donde vivía. Se sospecha que pudo haber sido asesinado por agentes del gobierno bielorruso.

## Biografía
Shishov era de la región de Gómel en Bielorrusia, cerca de la frontera con Ucrania y Rusia.
Tras la reelección de Aleksandr Lukashenko en agosto de 2020, quien ha sido presidente de Bielorrusia desde 1994, Shishov y su novia Bazhena Zholudzh decidieron abandonar Bielorrusia.
Mientras vivía en Ucrania, Shishov era consciente de los posibles peligros para él mismo de las represalias del gobierno bielorruso. Comenzó a fotografiar las matrículas de automóviles y personas que parecían sospechosas a quienes veía en Kiev.

## Muerte
El 2 de agosto de 2021, Shishov se puso ropa de jogging y se cree que salió a correr.
Más tarde ese mismo día, su compañera denunció la desaparición de Vitaly en Kiev. Al día siguiente, lo encontraron ahorcado en Sviatoshynsky Forest Park, un parque cerca de su casa. La policía ucraniana abrió un caso penal por su muerte e investigaría si fue un suicidio o un «asesinato premeditativo destinado a parecer un suicidio». El jefe de la policía ucraniana destacó que su cuerpo ha sido encontrado con abrasiones y piel pelada en varios lugares.

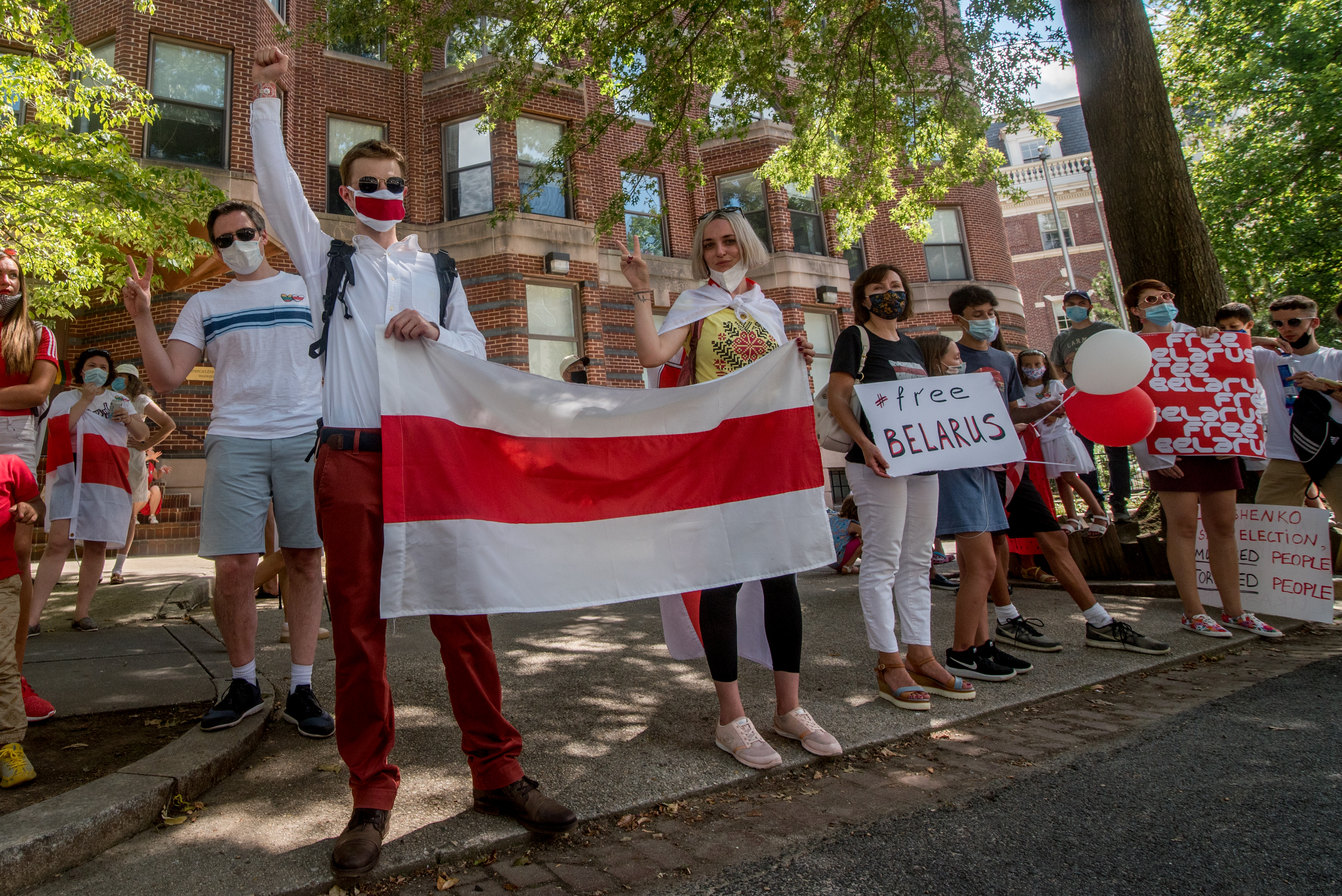
Protesta prodemocracia en la Embajada de Bielorrusia en Washington D. C. en agosto de 2020.

Una semana antes de su muerte, Shishov ayudó a organizar una manifestación en Kiev que marcó el 31 aniversario de la independencia de Bielorrusia de la Unión Soviética. Shishov, así como la Casa Bielorrusa en Ucrania (BHU), habían recibido amenazas. Su colega Yuri Shchuchko declaró que los agentes de seguridad y la policía ucranianos habían advertido en privado a la BHU sobre las amenazas a los activistas: «Dijeron que deberíamos vigilarnos porque una red de la KGB [policía secreta] bielorrusa estaba activa aquí». BHU afirmó que «[ellos] fueron advertidos repetidamente por fuentes locales y nuestra gente en Bielorrusia sobre posibles provocaciones, hasta el secuestro y asesinato. Vitaly reaccionó a esas advertencias con estoicismo y humor».
Una muerte similar ocurrió un año antes. En 2020 en Bielorrusia, el activista por la democracia de 28 años Nikita Krivtsov fue encontrado colgado de un árbol en un bosque en las afueras de Minsk.
Tras la muerte de Shishov, Volodímir Zelenski, el presidente de Ucrania, ordenó a los organismos encargados de hacer cumplir la ley que protegieran más de cerca a los exiliados bielorrusos.
En una conferencia de prensa el 9 de agosto, el presidente Lukashenko negó que los servicios de seguridad bielorrusos hubieran matado a Shishov, y llamó al activista «un don nadie».